# فيصل الحسيني
فيصل عبد القادر الحسيني (17 يوليو 1940–31 مايو 2001 م) هو سياسي فلسطيني من عائلة الحسيني الفلسطينية.

## نشأته
ولد فيصل في بغداد. والده هو عبد القادر الحسيني قائد ومؤسس جيش الجهاد المقدس
والذي استشهد في معركة القسطل وجدّه هو موسى كاظم رئيس بلدية القدس. عندما ولد فيصل كان والده مسجوناً من قبل السلطات العراقية. انتقل مع والده إلى المملكة العربية السعودية حيث طلب اللجوء السياسي إليها حيث سمحت السلطات العراقية بالإفراج عنه إن استعدت أن تستقبله أي دولة كانت.
انتقل بعدها إلى القاهرة واستشهد والده وهو هناك وهو ذو ثمان سنوات. درس في القاهرة وحلب. تعرف على ياسر عرفات إبان دراسته الجامعية في القاهرة. إشترك في حركة القوميين العرب عام 1957 م. كذلك شارك في إنشاء وتأسيس المنظمة الطلابية الفلسطينية عام 1959 م، والتي أصبحت فيما بعد نواة لمنظمة التحرير الفلسطينية.
عمل في مكتب منظمة التحرير الفلسطينية في القدس عام 1966 في قسم التوجيه الشعبي. ثم انتقل إلى مكتب منظمة التحرير في بيروت كمساعد ملحق عسكري برتبة ملازم أول، عندما كان شفيق الحوت ممثل المنظمة في لبنان، درس الهندسة في الأكاديمية العسكرية في حلب وتخرج منها في عام 1966م ثم انضم إلى قوات جيش التحرير الفلسطيني المرابط في سوريا أوائل عام 1967م.

## بعد حرب 1967
بعد حرب يونيو/حزيران 67 توجه إلى القدس وقاد العمل السياسي لمنظمة التحرير فيها واعتقل في أكتوبر 1967م وحكم عليه بالسجن مدة عام بتهمة امتلاك أسلحة. بعد خروجه عمل فني أشعة.
أسس عام 1979 جمعية الدراسات العربية (بيت الشرق) في مدينة القدس. أطلق عليه رحبعام زئيفي وزير الدولة الإسرائيلي اسم الإرهابي ابن الإرهابي. قاد النضال الفلسطيني في الإنتفاضة الأولى وسجن فيها عامين كاملين.
قام بإجراء مباحثات مبكرة مع أعضاء الحكومة الإسرائيلية. رأس الوفد الفلسطيني المفاوض المجتمع مع وزير الخارجية الأمريكي جيمس بيكر. رئيس الفريق الفلسطيني للمفاوضات وشكّل الوفد الفلسطيني المفاوض المتجه إلى مدريد والذي رئسه الدكتور حيدر عبد الشافي، لم يرأس الوفد حينه وذلك لإعتراض إسرائيل كونه من القدس، عاد وترأس الوفد المفاوض في محدثات واشنطن عام 1993م. بعد اتفاقات أوسلو رفضت إسرائيل أن ينضم إلى زعامة السلطة الفلسطينية، بحجة أنه يعيش في القدس.

## ملف القدس
تم تعيينه مسؤولاً عن ملف القدس وإنتخب من المجلس الوطني الفلسطيني عضواً اللجنة التنفيذية لمنظمة التحرير الفلسطينية عام 1996 م. بصفته مسؤولاً عن ملف القدس كان يحضر إجتماعات مجلس الوزراء الفلسطيني. شهدت علاقته مع ياسر عرفات خلافات وتوترات عديدة. قام عرفات بتجميد تمويل مكتب الحسيني في بيت الشرق وعُيِّن وزيراً لشؤون القدس هو زياد أبو زياد.
تعرض لمحاولتي اغتيال وقاد العديد من المظاهرات المطالبة بإزالة الاستيطان في القدس. كان يجيد العبرية، ويظهر في التلفاز والإذاعة الإسرائيلية مبيّنا وجهة النظر الفلسطينية في الصراع الفلسطيني الإسرائيلي.

## وفاته
توفي في الكويت حيث كان يقوم بمحادثات لإنهاء الخصومة بين السلطة الفلسطينية والحكومة الكويتية، الخصومة التي تلت إحتلال العراق للكويت. يعتقد شقيقه غازي الحسيني أنه تعرض لعملية اغتيال من خلال تسميمه في بيروت،  وحمل جثمانه من موقع هبوط الطائرة في مقر الرئيس عرفات في رام الله إلى القدس في جنازة لم يكن لها مثيل في فلسطين حيث حررت القدس خلال هذه الجنازة لعدة ساعات دخل فيها الفلسطينيين من الضفة الغربية إلى القدس بمرافقة الجثمان واختفى الإحتلال حينها من الشوارع. دُفن في باحة الحرم القدسي بجوار أبيه وجده. وهذه هي المرة الأولى التي يدفن فيها فلسطيني في هذا المكان منذ إحتلال إسرائيل للقدس عام 1967. [بحاجة لمصدر]

## وصلات خارجية
- فيصل الحسيني على موقع الموسوعة البريطانية (الإنجليزية)
- فيصل الحسيني على موقع مونزينجر (الألمانية)